# Final de la Copa de Alemania 2021-22
La Final de la Copa de Alemania 2021-22 será la 79.ª edición de la definición del torneo. La final se disputará en mayo de 2022. 

## Final[1]
| 21/05/2022 | Friburgo | 19`M. Eggestein | 1-1 (2-4 pen.) | 76` C. Nkunku | RB Leipzig |  |

## Finalistas
En  negrita , las finales ganadas.
| Equipos    | Finales jugadas anteriormente | Finales jugadas anteriormente |
| ---------- | ----------------------------- | ----------------------------- |
| Friburgo   | Ninguna                       | Ninguna                       |
| RB Leipzig | 2                             | 2018-19, 2020-21.             |

## Sede de la Final
La final se jugará en el Olímpico de Berlín, de Berlín, Alemania.
| Alemania                          |                    |                    |                    |
| Ciudad                            | Estadio            |                    |                    |
| Berlín                            | Olímpico de Berlín | Olímpico de Berlín | Olímpico de Berlín |
|                                   |                    |                    |                    |
| 75 475 espectadores               |                    |                    |                    |
| Final de la Copa de Alemania 2022 |                    |                    |                    |

## Camino a la final
| Friburgo           | Friburgo  | Friburgo       | Eliminatoria     | RB Leipzig    | RB Leipzig | RB Leipzig |
| ------------------ | --------- | -------------- | ---------------- | ------------- | ---------- | ---------- |
| Rival              | Resultado | Resultado      | Fase             | Rival         | Resultado  | Resultado  |
| Würzburger Kickers |           | 0-1            | Primera ronda    | SV Sandhausen |            | 0-4        |
| VfL Osnabrück      |           | 2-2 (2-3 pen.) | Segunda ronda    | SV Babelsberg |            | 0-1        |
| Hoffenheim         |           | 1-4            | Octavos de final | Hansa Rostock |            | 2-0        |
| VfL Bochum         |           | 1-2            | Cuartos de final | Hannover 96   |            | 0-4        |
| Hamburgo           |           | 1-3            | Semifinales      | Unión Berlín  |            | 2-1        |